# Viaduto Holborn

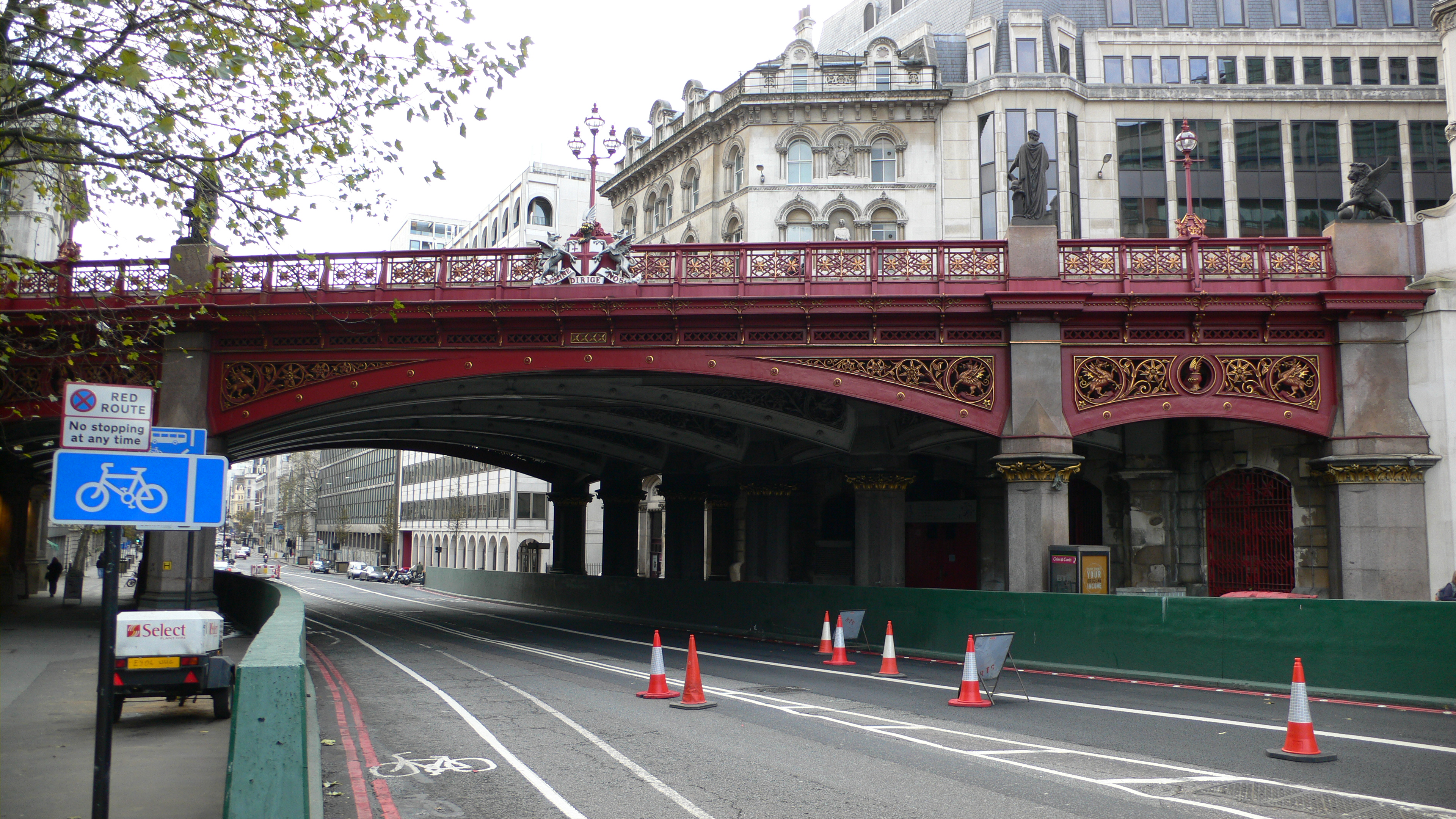
O Viaduto Holborn em 2005.

O Viaduto Holborn é uma ponte e viaduto simultaneamente em Londres que atravessa a Rota A40. Ele liga Holborn, via Holborn Circus, com a Newgate Street, no distrito financeiro da cidade, passando por cima da Farringdon Street e do Rio Fleet. O topógrafo William Haywood foi o arquiteto junto ao engenheiro  Rowland Mason Ordish.
Foi construído entre 1863 e 1869, como parte do Holborn Valley Improvements.
O acesso de pedestres entre os dois níveis de rua foi efetuada através de quatro pavilhões, em cada lado, contendo escadas de acesso do viaduto para Farringdon Street abaixo; com seus parapeitos adornados com estátuas figurativas para representar o comércio e a agricultura, na zona sul, tanto do escultor Henry Bursill, com a ciência e arte, quanto pela empresa de escultura Farmer & Brindley; também há estátuas de Alcaides William Walworth e Henry Fitz-Ailwin. Em 1941, a maior parte da área foi danificada, incluindo os pavilhões do lado norte; estes foram copiados e reintegrados aos empreendimentos imobiliários associados em 2000 e 2014.